# Chang Yen-shu
Chang Yen-shu (Chinees: 張雁書; 11 februari 1979) is een voormalig Taiwanees professioneel tafeltennisser.
Hij vertegenwoordigde Chinees Taipei tijdens de Olympische Zomerspelen 2000 en 2008 maar won geen medailles.

## Belangrijkste resultaten
- Brons in het mannen dubbelspel op de wereldkampioenschappen 2001 met Chiang Peng-lung.
- Brons in het mannen dubbelspel op de wereldkampioenschappen 2007 met Chiang Peng-lung.